# يورمونغاند
يورمونغاند (باللغة الأيسلندية: Jörmungandr يُورْمُونْغَانْدر) هو الابن الأوسط للوكي من العملاقة أنكربودا وكان على شكل أفعى. كان يورمونغاند ينمو بشكل سريع وأيقن أودن بأن يورمونغاند سيكون مصدر شر وخطر على الآلهة والبشر، فألقى به بالبحر الذي يحيط ميدغارد. إلا أن يورمونغاند كان قد نما بشكل يسمح له أن يحيط مدكارد بجسمه، ومن هذا أُطلق عليه اسم أفعى مدكارد.
عند نهاية العالم (راكناروك) يلتقي ثور ويورمونغاند ويقتل كل منهما الآخر، يورمونغاند بمطرقة ثور وثور بسُم يورمونغاند.

## معرض صور

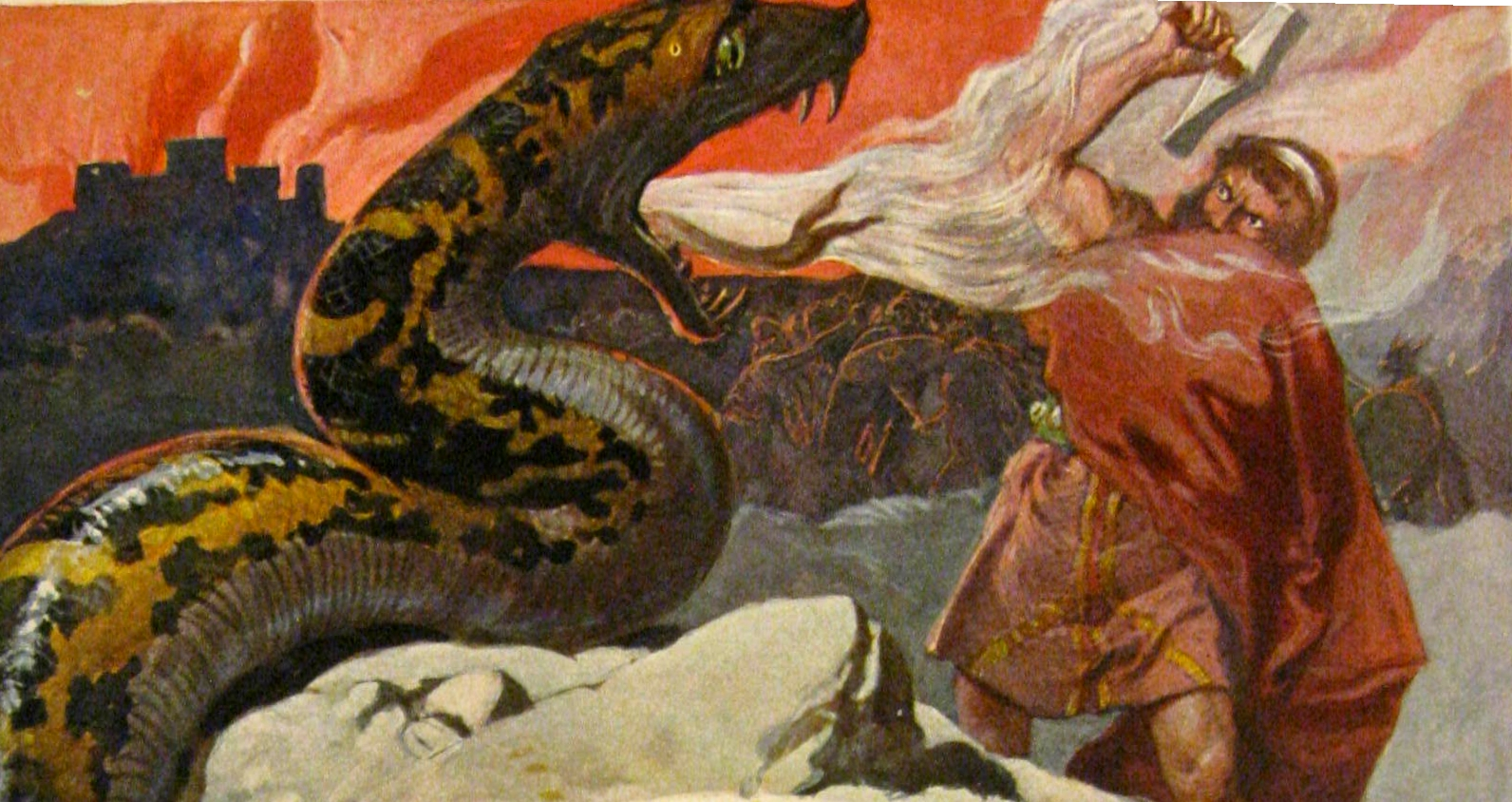
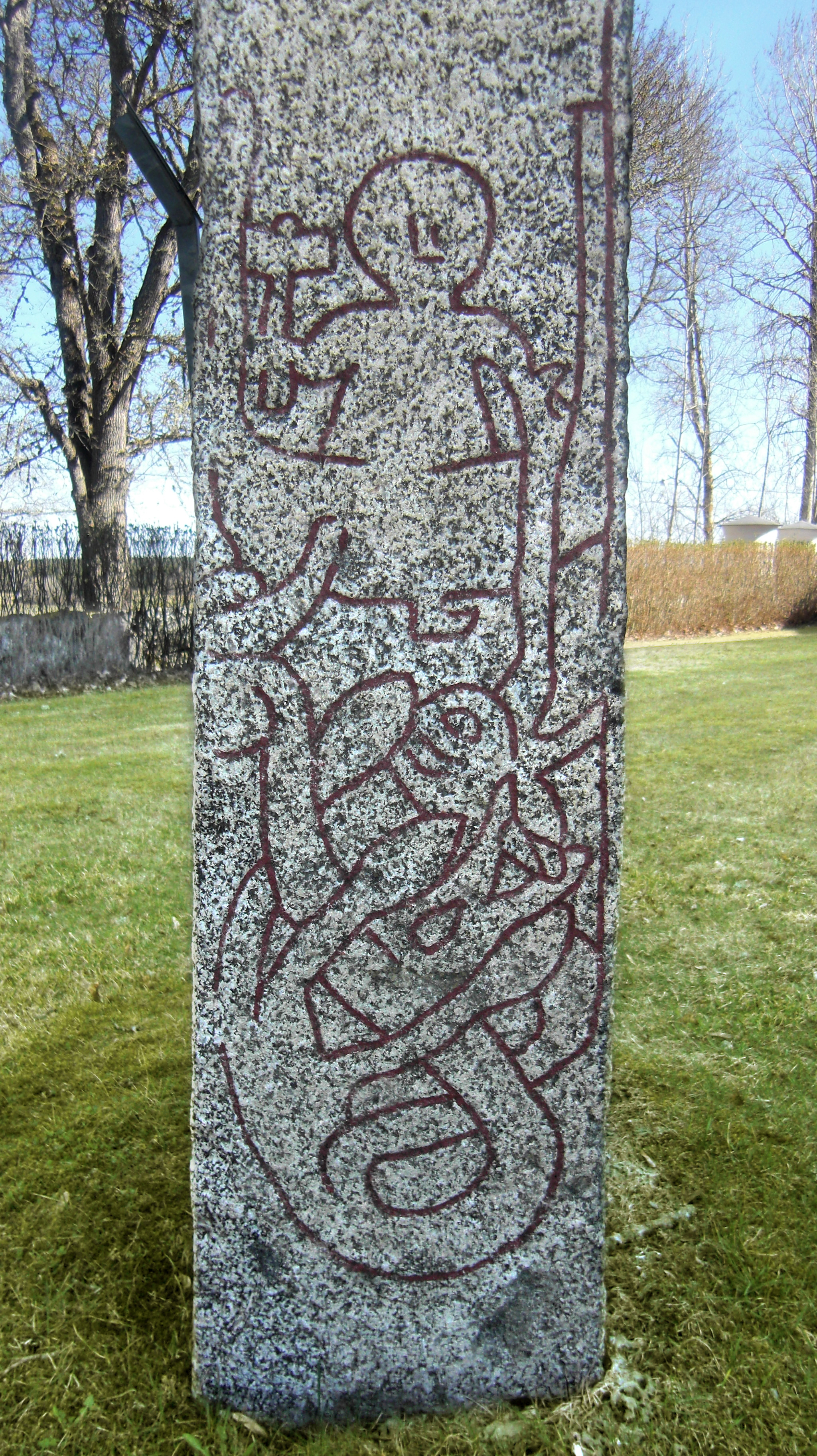
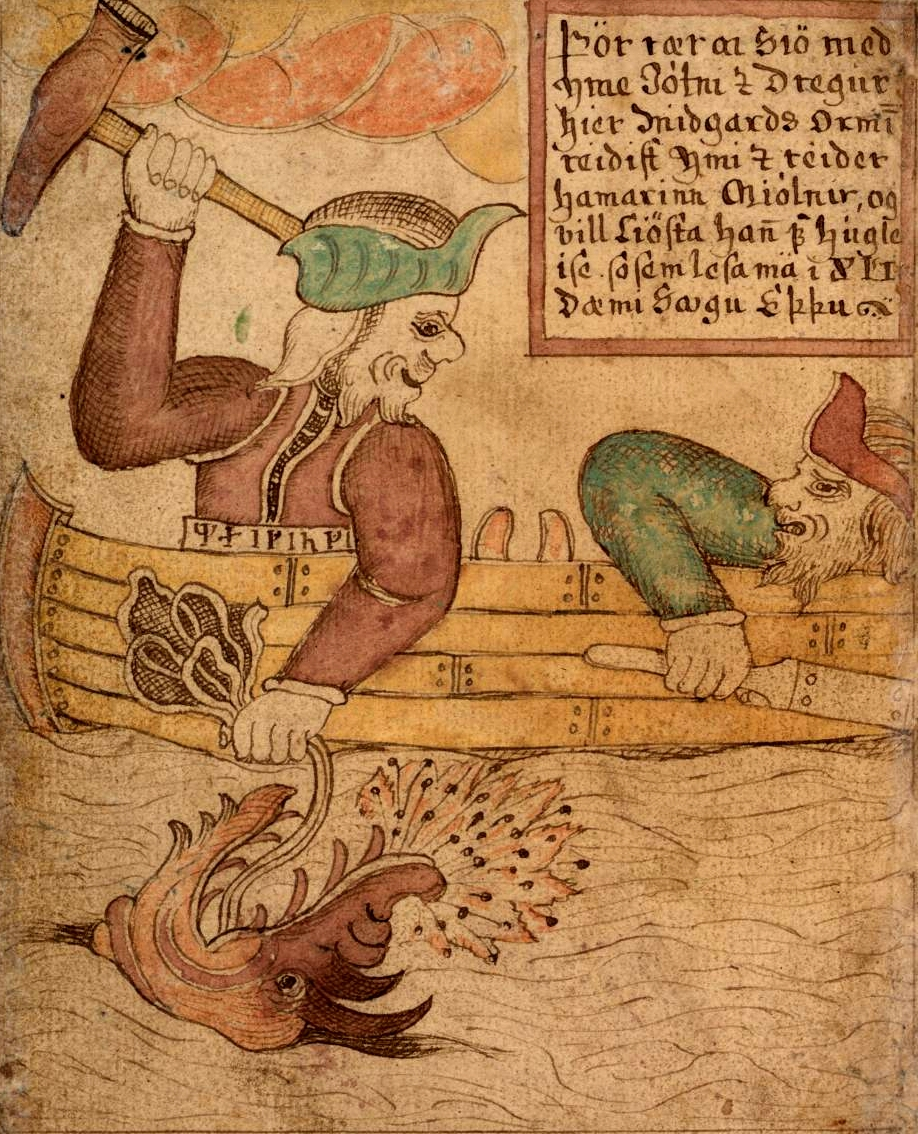
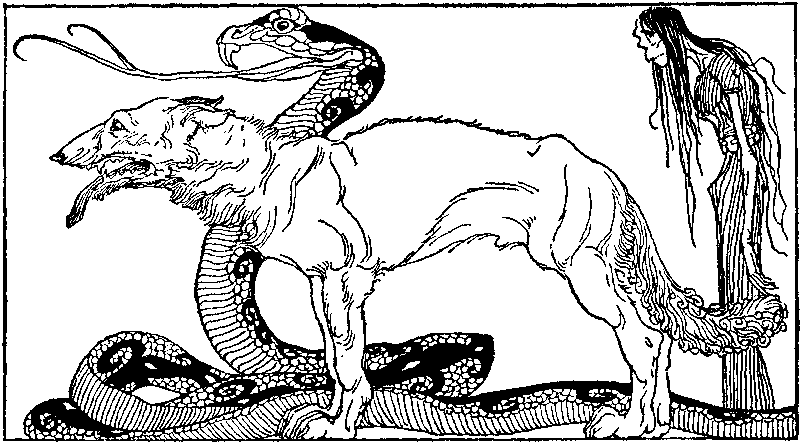
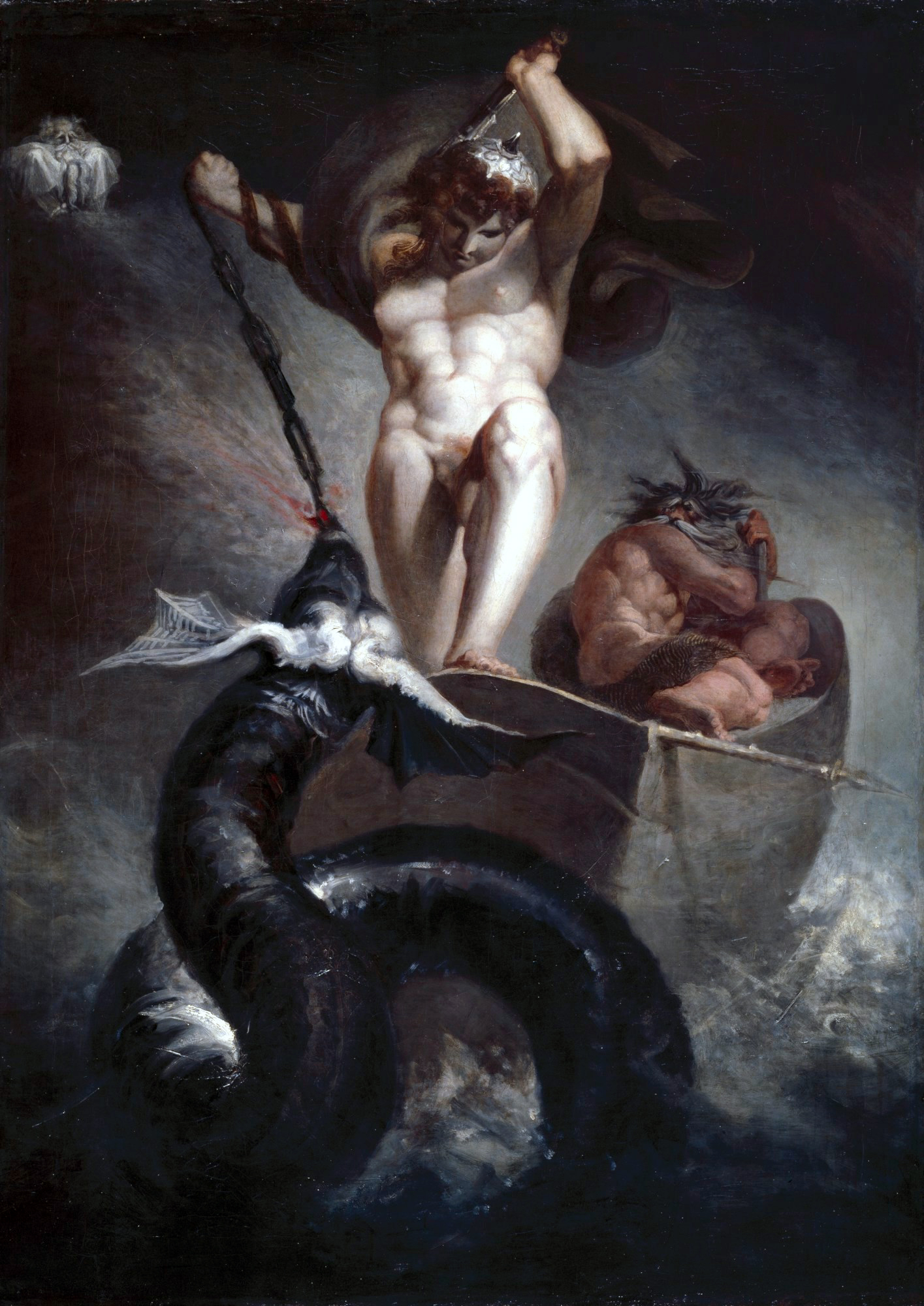
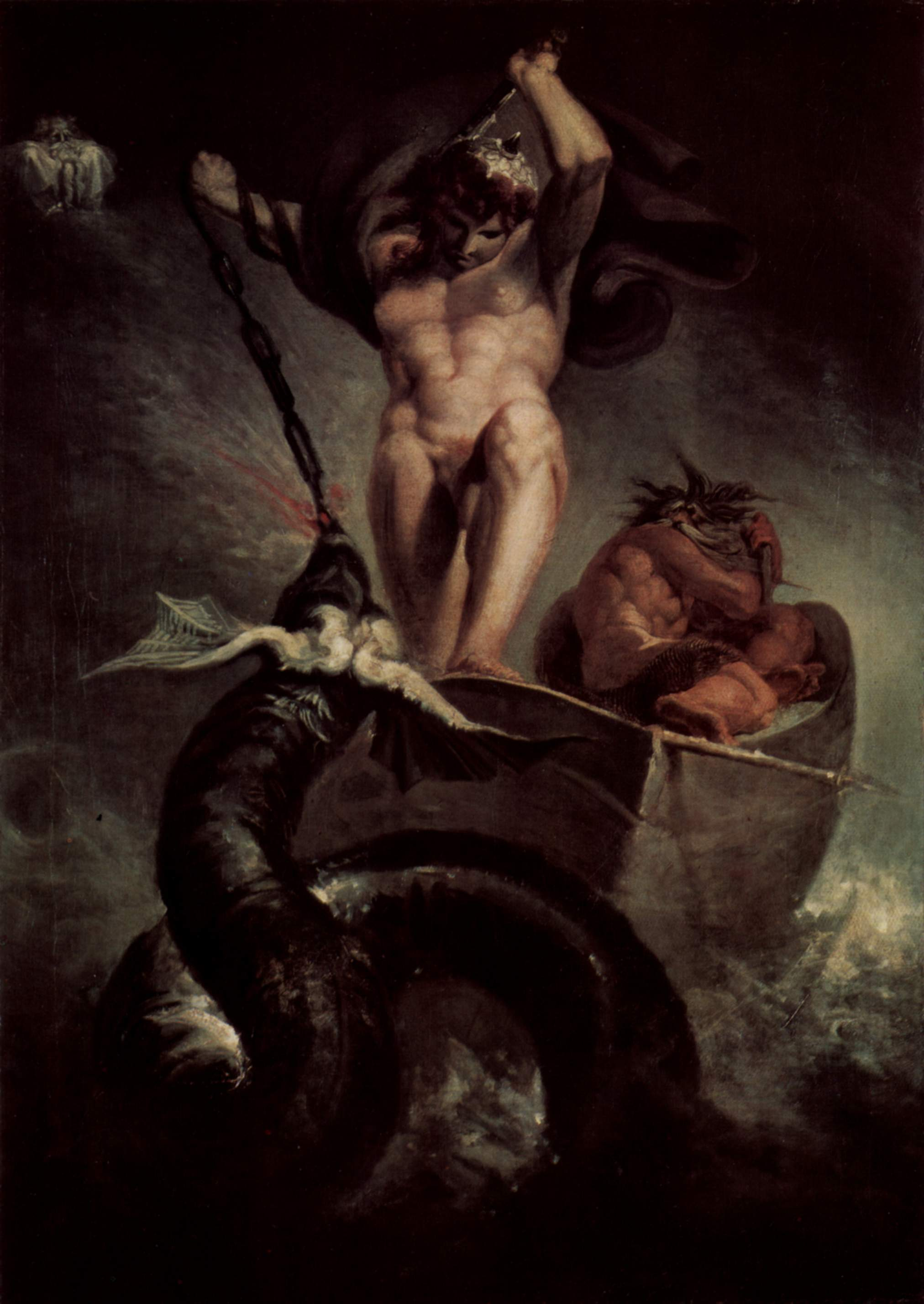